# Franciacorta

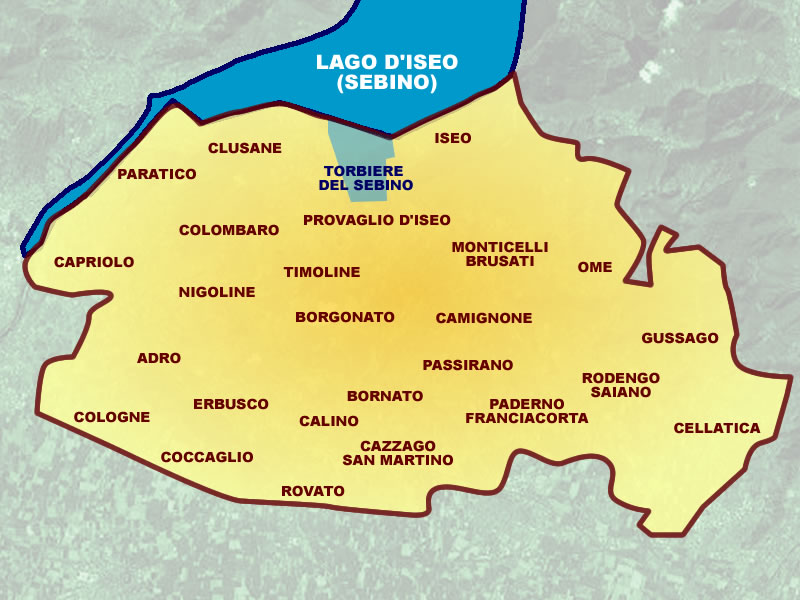
Karte der Weinbauregion Franciacorta

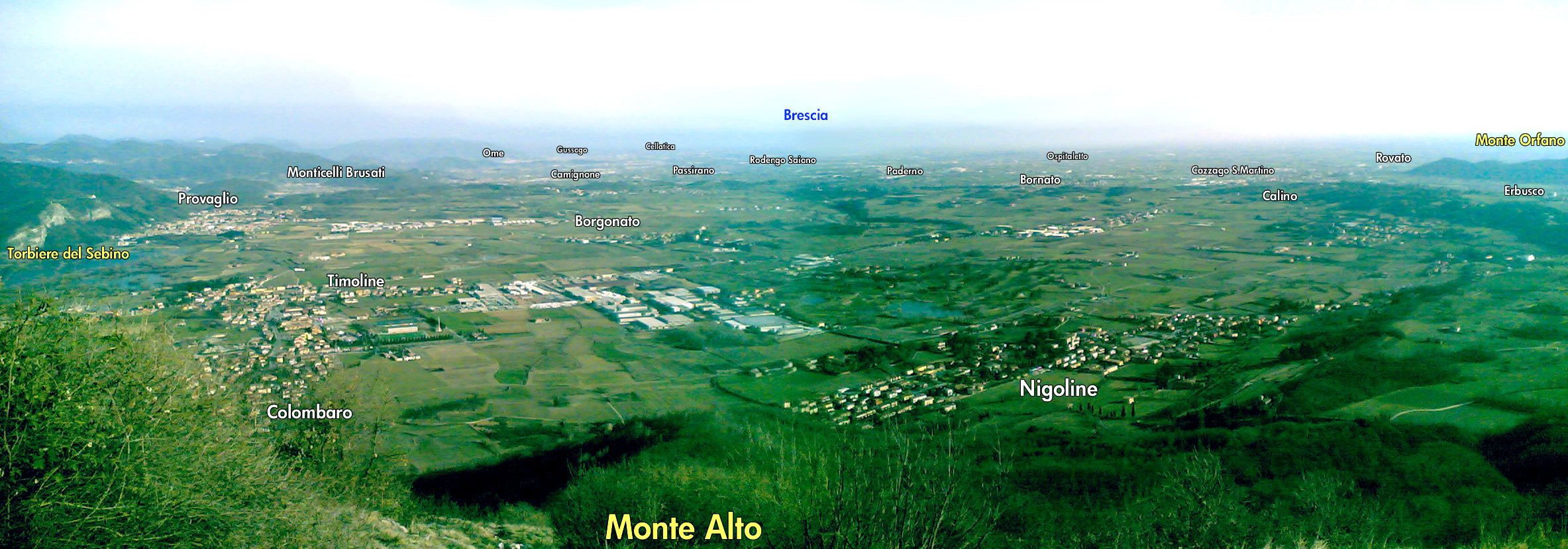
Panorama

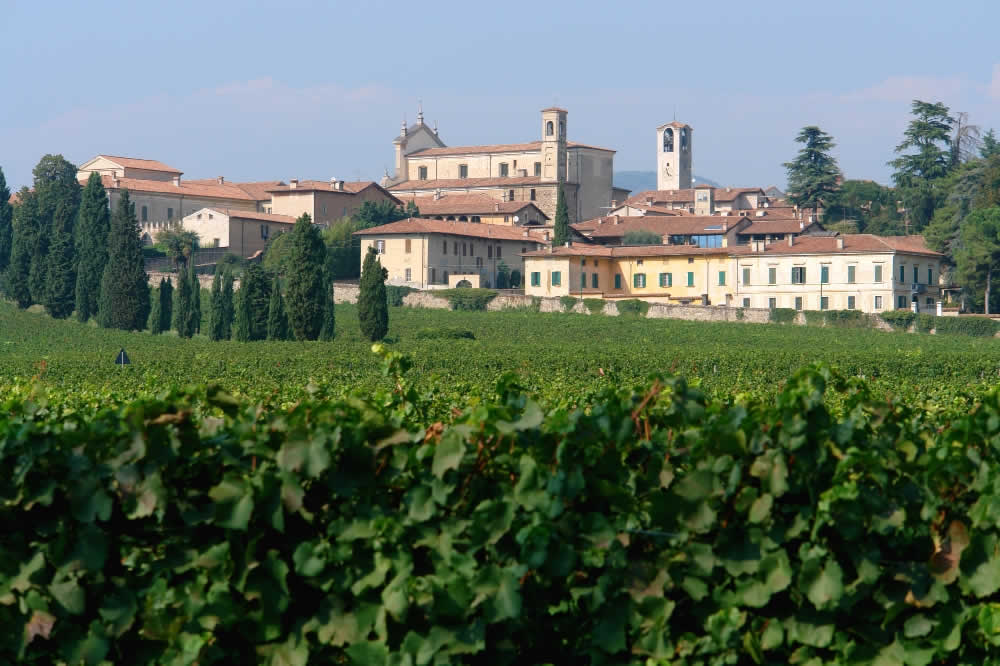
Blick auf Erbusco

Franciacorta ist eine italienische Weinbauregion in der Lombardei mit DOC-Status (Denominazione di origine controllata) seit 1967. Im Jahr 1995 erhielten die Weine das Prädikat „kontrollierte und garantierte Herkunftsbezeichnung“ (Denominazione di Origine Controllata e Garantita – DOCG), die Appellation wurde zuletzt am 7. März 2014 modifiziert.
Trotz einer guten Lage auf mineralischen Böden der Alpenausläufer sowie eines milden Klimas in der Nähe des Iseosees hatte das Weinanbaugebiet Franciacorta zunächst nur örtliche Bedeutung. Erst, als in den 1960er-Jahren das Weingut Berlucchi die ersten professionell hergestellten Schaumweine vorstellte, erregten diese überregionales Aufsehen. Die Nachfrage nach Schaumweinen, die in der Franciacorta im Stile des Champagners durch Flaschengärung hergestellten wurden, wuchs rasch an und brachte der Region spätestens ab den 1980er Jahren einen italienweiten Boom. Heute betrachten viele Italiener die Schaumweine der Franciacorta als dem Champagner ebenbürtig, wobei sich ein Franciacorta gegenüber dem Champagner geschmacklich meist durch etwas fruchtigere und frischere Aromen auszeichnet.

## Produktionsvorschriften
Die kontrollierte und garantierte Ursprungsbezeichnung „Franciacorta“ ist Wein vorbehalten, der ausschließlich durch erneute Gärung in der Flasche und Trennung des Bodensatzes durch Degorgieren gewonnen wird und den Bedingungen und Anforderungen dieser Produktionsspezifikationen entspricht. Die Denomination gilt für Weiß- und Schaumwein; sie umfasst folgende Sorten: Franciacorta, Franciacorta Satèn, Franciacorta Rosé, Franciacorta millesimato und Franciacorta riserva.

### Anbaugebiet
Das Gebiet erstreckt sich auf 23 Gemeinden südlich des Iseosees in der Provinz Brescia. Die bestockte Rebfläche betrug 2021 knapp 3.000 ha. Erzeugt wurden von dieser Fläche 149.134 Hektoliter DOCG-Wein.
Zugelassene Gemeinden zur Herstellung des Franciacorta sind Paratico, Capriolo, Adro, Erbusco, Corte Franca, Iseo, Ome, Monticelli Brusati, Rodengo-Saiano, Paderno Franciacorta, Passirano, Provaglio d’Iseo, Cellatica, Gussago sowie Teilbereiche der Gemeinden Cologne, Coccaglio, Rovato und Cazzago San Martino.

### Rebsorten
- Franciacorta wird aus den Rebsorten Chardonnay und/oder Pinot Nero hergestellt. Maximal 50 % Pinot Bianco dürfen außerdem enthalten sein.
- Für die Herstellung von Franciacorta Rosé müssen mindestens 25 % Pinot Nero enthalten sein.
- Für die Herstellung von Franciacorta Satèn ist die Verwendung von Pinot Nero nicht erlaubt.[1]

### Reifung
Folgende Mindestreifezeiten ab dem Tag der Abfüllung bis zum Degorgieren sind:
- Franciacorta 18 Monate
- Franciacorta Rosé 24 Monate
- Franciacorta Satèn 24 Monate
- Franciacorta millesimato 30 Monate
- Franciacorta Rosé millesimato 30 Monate
- Franciacorta Satèn millesimato 30 Monate
- Franciacorta riserva 60 Monate
- Franciacorta Rosé riserva 60 Monate
- Franciacorta Satèn riserva 60 Monate

## Beschreibung
Laut Denomination (Auszug):

### Franciacorta
- Perlage: fein, intensiv
- Farbe: mehr oder weniger strohgelb bis goldfarben
- Geruch: fein, sehr zart, mit eigenen Noten der zweiten Gärung
- Geschmack: fruchtig, frisch, fein und harmonisch
- Alkoholgehalt mindestens 11,5 % Vol.
- Säuregehalt: min 5 g/l
- Trockenextrakt: min. 14,0 g/l, bei Riserva 15 g/l

Als Geschmacksrichtungen können folgende Angaben verwendet werden: Null-Dosage (dosaggio zero), extra brut, brut, extra dry, sec und demi-sec in den Grenzen für Zucker aus dem Gemeinschaftsrecht. Für die Auszeichnung Riserva sind nur die Kennzeichnungen dosaggio zero, extra brut, brut gestattet.

### Franciacorta millesimato
- Perlage: fein, intensiv
- Farbe: mehr oder weniger strohgelb bis goldfarben
- Geruch: feine, zarte, voll und komplex mit Noten der zweiten Gärung
- Geschmack: fruchtig, fein und harmonisch
- Alkoholgehalt mindestens 11,5 % Vol.
- Säuregehalt: min 5 g/l
- Trockenextrakt: min. 15,0 g/l

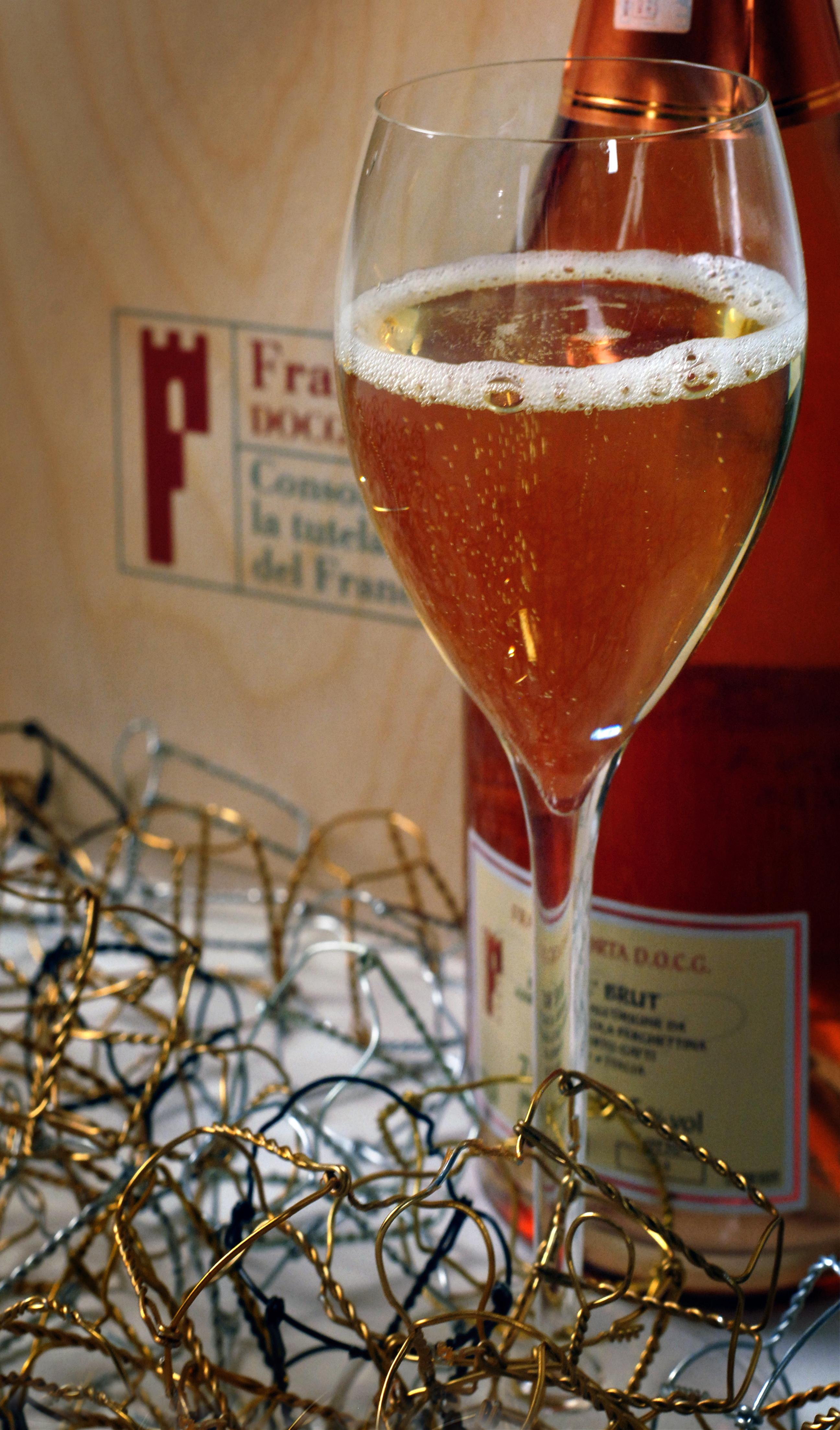
Ein Glas Franciacorta Rosé

Als Geschmacksrichtungen können folgende Angaben verwendet werden: dosaggio zero, extra brut, brut, extra dry in den Grenzen für Zucker aus dem Gemeinschaftsrecht.

### Franciacorta Rosé
- Perlage: fein, intensiv
- Farbe: mehr oder weniger intensiv rosa (Riserva mit möglichen Kupfertönen)
- Geruch: fein, zart, voll, komplex mit typischen Pinot-Noir-Noten der zweiten Gärung in der Flasche
- Geschmack: fruchtig, frisch, fein und harmonisch
- Alkoholgehalt mindestens 11,5 % Vol.
- Säuregehalt: mind. 5 g/l
- Trockenextrakt: min. 15,0 g/l

Als Geschmacksrichtungen können folgende Angaben verwendet werden:  dosaggio zero, extra brut, brut, extra dry, sec und demi-sec in den Grenzen für Zucker aus dem Gemeinschaftsrecht. Für die Auszeichnung Riserva sind nur die Kennzeichnungen dosaggio zero, extra brut, brut gestattet.

### Franciacorta Satèn
- Perlage: anhaltend, „cremig“
- Farbe: intensives strohgelb (Riserva mehr oder weniger goldgelb)
- Geruch: fein, zart, mit Noten der zweiten Gärung in der Flasche
- Geschmack: fruchtig, weich, fein und harmonisch
- Alkoholgehalt mindestens 11,5 % Vol.
- Säuregehalt: mind. 5 g/l
- Trockenextrakt: min. 14,5 g/l (Riserva mind. 15 g/l)
- Druck: höchstens 5 atm

Als Geschmacksrichtung darf nur die Angabe brut verwendet werden – in den Grenzen für Zucker aus dem Gemeinschaftsrecht. Für die Auszeichnung Riserva sind nur die Kennzeichnungen dosaggio zero, extra brut, brut gestattet.
Darf nur aus weißen Rebsorten gekeltert werden.

## Stillweine
Seit Mitte der 1980er-Jahre werden zunehmend auch wieder Stillweine nach französischer Art vermarktet. Da die Rebsorten beziehungsweise die Kellermethoden nicht mit den Zulassungen zur DOC übereinstimmen, werden einige der besten Weine als Tafelwein (Vino da Tavola) verkauft, um freier in der Wahl des Grundmaterials und der Mittel zu sein.
Bekannte Erzeuger sind Ca' del Bosco und Bellavista, die beide in der Gemeinde Erbusco ihren Sitz haben, sowie Castello Bonomi in Coccaglio.